# 阿维尼翁区
阿维尼翁区（法語：arrondissement d'Avignon）是法国普罗旺斯-阿尔卑斯-蓝色海岸大区沃克吕兹省所辖的一个区。总面积369.7平方公里，总人口214814，人口密度581人/平方公里（2018年）。主要城镇为亞維農。

## 辖区
阿维尼翁区辖有17个市镇。